# Высокая Дача
Высо́кая Да́ча — хутор в Россошанском районе Воронежской области.
Входит в состав Новопостояловского сельского поселения.

## Население
| 2010 |
| ---- |
| 46   |

## Улицы
На хуторе имеется одна улица — Берёзовая.